# Osteocondroma
Un osteocondroma es un tipo de tumor benigno compuesto de elementos óseos y cartilaginosos. Está constituido por excrecencias óseas recubiertas por cartílago, que se forman únicamente en la metáfisis de los huesos de origen endocondral. Es la neoplasia más frecuentemente observada en el esqueleto.

## Localización
Por lo general, se producen al final de las placas de crecimiento de los huesos largos (metáfisis) y, a menudo, en las articulaciones. Se forman con mayor frecuencia en el hombro o en la rodilla, pero también en los huesos largos del antebrazo (el radio y el cúbito).

## Fisiopatología
Un osteocondroma es un tumor benigno que contiene hueso y cartílago, y aparece generalmente cerca del extremo de un hueso largo. Este tumor, uno de los tumores óseos benignos más comunes, toma la forma de un cartílago que encapsula un espolón óseo o excrecencia en la superficie del hueso, por lo que también se le denomina exostosis osteocartilaginosa. Cuando una lesión ósea exofítica contiene una cubierta cartilaginosa mayor de un centímetro de altura, o si se asocia a dolor, no se piensa que es un riesgo más alto de la lesión que representa un condrosarcoma.

## Diagnóstico
Los osteocondromas se diagnostican y se supervisan mediante el uso de radiología. Generalmente los tumores crecen hacia el exterior en las piernas o en los brazos, sin embargo, muy pocos casos crecen hacia el interior del hueso.
La forma solitaria osteocondroma se diagnóstica al final de la adolescencia y las formas hereditarias múltiples, que se transmiten con un carácter autosómico dominante, se diagnostican durante la niñez.

## Tratamiento
Los osteocondromas que crecen lo suficiente como para alterar los tejidos próximos, como músculos o tendones, suelen ser extirpados mediante cirugía.